# Els joncs salvatges
Els joncs salvatges (originalment en francès: Les Roseaux sauvages) és una pel·lícula dramàtica francesa de 1994 dirigida per André Téchiné sobre el despertar sexual de quatre adolescents i el seu posterior pas sensible a l'edat adulta al final de la guerra d'Algèria. La pel·lícula va ser seleccionada com a entrada francesa a la categoria de millor pel·lícula de parla no anglesa als 67ns Premis Oscar, però no va ser nominada. S'ha subtitulat al català.

## Repartiment
- Élodie Bouchez com a Maïté Alvarez
- Gaël Morel com a François Forestier
- Stéphane Rideau com a Serge Bartolo
- Frédéric Gorny com a Henri Mariani
- Michèle Moretti com a Madame Alvarez
- Jacques Nolot com el senyor Morelli
- Eric Kreikenmayer com a Pierre Bartolo, el nuvi
- Nathalie Vignes com a Irène, la núvia
- Michel Ruhl com el senyor Cassagne
- Fatia Maite com a Aicha Morelli